# ピンツベルク
ピンツベルク (ドイツ語: Pinzberg) は、ドイツ連邦共和国バイエルン州オーバーフランケン行政管区のフォルヒハイム郡に属する町村（以下、本項では便宜上「町」と記述する）で、ゴスベルク行政共同体の本部所在地。

## 地理
ピンツベルクはオーバーフランケン西部に位置する。

### 自治体の構成
この町は、公式には5つの地区 (Ort) からなる。このうち孤立農場などを除く集落を以下に列記する。
- ドーベンロイト
- エルゼンベルク
- ゴスベルク
- ピンツベルク

## 歴史
ピンツベルクは、バンベルク司教領に属していた。1803年の帝国代表者会議主要決議以降は、バイエルン選帝侯領となった。バイエルン王国の行政改革の時代、1818年の自治体令により、現在の自治体が誕生した。

### 人口推移
この地域の人口は、1970年 1,608人、1987年 1,696人、2000年 1,864人であった。

## 行政
1996年からピンツベルクには、青年議会が存在する。これは、元首長のラインハルト・グラウバーによって設立された。現職の青年議会の代表はエヴァ・ホフマンである。

### 議会
ピンツベルクの議会は首長を含む13議席で構成される。

### 首長
首長は、ライハルト・ゼーバー（CSU/Bürgerblock）である。

### 紋章
図柄: 金地に赤い三角。その中に、両側に銀の壁を持つ銀の塔。その向かって左側に黒い三つ葉のクローバー、向かって左に黒いヤグルマギクの花

## 引用
1. ↑  https://www.statistikdaten.bayern.de/genesis/online?operation=result&code=12411-003r&leerzeilen=false&language=de Genesis-Online-Datenbank des Bayerischen Landesamtes für Statistik Tabelle 12411-003r Fortschreibung des Bevölkerungsstandes: Gemeinden, Stichtag (Einwohnerzahlen auf Grundlage des Zensus 2011)
2. ↑  Bayerische Landesbibliothek Online